# Advent i Zagreb

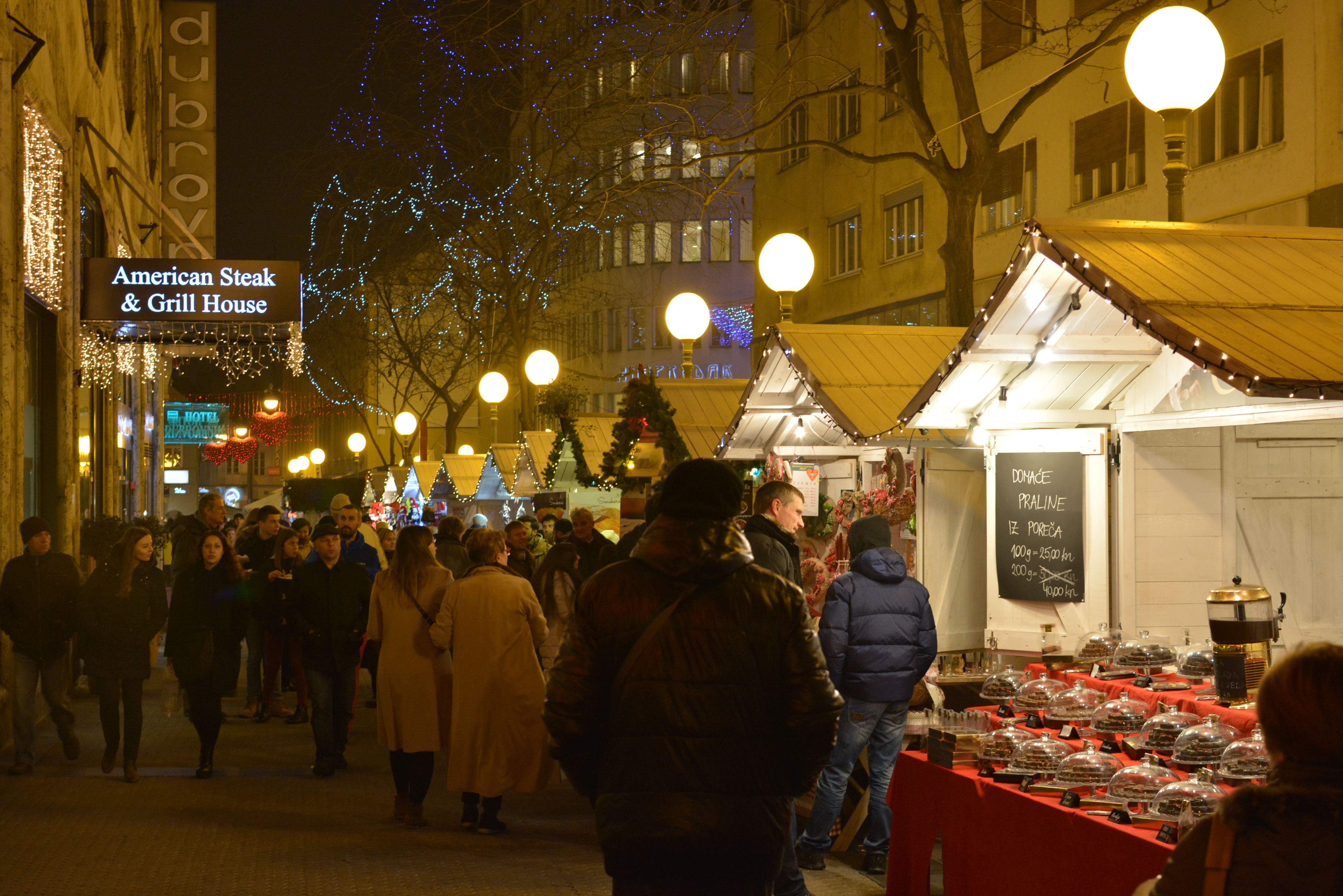
Försäljningsstånd vid gatan Gajeva år 2015.

Advent i Zagreb (kroatiska: Advent u Zagrebu) är ett traditionellt och årligen återkommande evenemang i Zagreb i Kroatien med anknytning till advents- och julfirandet. Evenemanget äger rum på olika platser i centrala Zagreb och pågår från första advent (slutet av november eller början av december) till slutet av december. Det kännetecknas av ett omfattande kultur- och underhållningsprogram riktat till allmänheten och besökare. Den centrala platsen för evenemanget är Zagrebs huvudtorg, Ban Jelačićs torg.  

## Beskrivning
Advent i Zagreb är ett samlingsnamn för olika aktiviteter som äger rum på flera utvalda platser i centrala Zagreb, huvudsakligen i stadsdelarna Nedre- och Övre staden (Gradec och Kaptol). 
Advent i Zagreb inleds traditionsenligt på Ban Jelačićs torg med att det första elektrifierade ljuset av fyra tänds på adventskransen vid Manduševac-fontänen. På en provisoriskt uppförd scen framförs musik-, konst- och kulturföreställningar under hela evenemanget. I "Adventshuset" erbjuds mat och dryck.
På flera utvalda platser kring Ban Jelačićs torg organiseras julmarknader och kulturella framträdanden av olika slag. På Europatorget nordöst om Ban Jelačićs torg finns en souvenir- och juldekorationsmarknad samt försäljning av mat och dryck. På kvällen arrangeras musikframträdanden.  
Vid paviljongen i Zrinjevac-parken framförs musik. I parken förekommer försäljning av juldekorationer och ornament tillverkade av utvalda konstnärer. Besökare erbjuds varm choklad, vinglögg och lokala gastronomiska specialiteter.
På de centrala gatorna Gajeva och Bogovićeva finns försäljningsstånd där försäljning av julklappar, pepparkakor, souvenirer och smycken tillverkade av lokala konstnärer förekommer. Julmarknaden på Tomićeva som leder till Zagrebs bergbana kännetecknas av sin avslappnade och okonventionella atmosfär.
Dagarna kring jul organiseras en levande teaterföreställning framför Zagrebs katedral i Kaptol. I föreställningen gestaltas den heliga familjen, de tre vise männen och herdarna. 
Övriga inslag i evenemanget omfattar bland annat levande klassisk musik som framförs från utvalda balkonger i innerstaden (bland annat vid Tkalčić-gatan) och anläggning av en skridskobana på Kung Tomislavs torg vid Konstpaviljongen. 